# Stacey Augmon

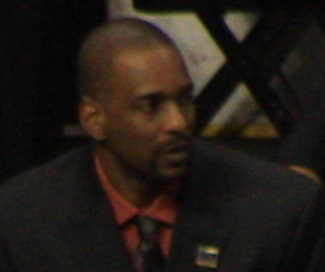

Stacey Augmon, född 1 augusti 1968 i Pasadena, Kalifornien, är en amerikansk idrottare som tog OS-brons i basket 1988 i Seoul. Detta var USA:s första brons i herrbasket i olympiska sommarspelen, och tredje gången genom alla tider som USA inte tog guld. Han spelade bland annat för Orlando Magic och Detroit Pistons.